# A Night in Zagreb
A Night in Zagreb je dvostruki live album i koncertni DVD hrvatske rock skupine, The Bambi Molesters, objavljen u prosincu 2011. godine.

## Pozadina
Koncertni film, A Night in Zagreb, u režiji njemačkog redatelja, Marca Littlera, snimljen je u Teatru &TD u ožujku 2011. godine. Koncertni snimak zabilježen je u obliku dvostrukog CD-a i DVD-a koji sadrži koncertni film. Koncertni film premijerno je prikazan 19. prosinca 2011. u Movieplexu (Zagreb) i Cineplexxu (Split), te je isti dan DVD+2CD pušten u fizičku prodaju.

## Popis pjesama

#### Dvostruki CD
| CD1   | CD1                                | CD1                                      | CD1      | CD1 | CD1 | CD1 | CD1 | CD1 | CD1 |
| Br.   | Skladba                            | Autor                                    | Trajanje |     |     |     |     |     |     |
| ----- | ---------------------------------- | ---------------------------------------- | -------- | --- | --- | --- | --- | --- | --- |
| 1.    | »Wrong Turn«                       | Tomljanović, Zaborac, Furlan Zaborac     | 3:16     |     |     |     |     |     |     |
| 2.    | »Point Break«                      | Pavičić, Tomljanović                     | 4:35     |     |     |     |     |     |     |
| 3.    | »Siboney«                          | Ernesto Lecuona                          | 3:24     |     |     |     |     |     |     |
| 4.    | »Last Ride«                        | Pavičić                                  | 3:14     |     |     |     |     |     |     |
| 5.    | »Corazón del Loco Jorge«           | Pavičić                                  | 4:35     |     |     |     |     |     |     |
| 6.    | »Glider«                           | Pavičić, Tomljanović                     | 3:27     |     |     |     |     |     |     |
| 7.    | »Restless«                         | Johnny Kidd, Stanley Dale, Teddy Wadmore | 2:28     |     |     |     |     |     |     |
| 8.    | »High Wall«                        | John Greek, Rich Dangel                  | 3:18     |     |     |     |     |     |     |
| 9.    | »Invasion of the Reverb Snatchers« | Pavičić, Tomljanović                     | 5:08     |     |     |     |     |     |     |
| 10.   | »The Kiss-Off«                     | Pavičić                                  | 3:44     |     |     |     |     |     |     |
| 11.   | »Point of No Return«               | Pavičić                                  | 3:48     |     |     |     |     |     |     |
| 12.   | »As the Dark Wave Swells«          | Pavičić                                  | 4:39     |     |     |     |     |     |     |
| 13.   | »Long Shadows«                     | Chris Eckman, Pavičić                    | 5:59     |     |     |     |     |     |     |
| 14.   | »Nights of Forgotten Films«        | Eckman                                   | 3:49     |     |     |     |     |     |     |
| 15.   | »Tonight, I Will Say Anything«     | Eckman                                   |          |     |     |     |     |     |     |
| 55:24 |                                    |                                          |          |     |     |     |     |     |     |

| CD2   | CD2                         | CD2                            | CD2      | CD2 | CD2 | CD2 | CD2 | CD2 | CD2 |
| Br.   | Skladba                     | Autor                          | Trajanje |     |     |     |     |     |     |
| ----- | --------------------------- | ------------------------------ | -------- | --- | --- | --- | --- | --- | --- |
| 1.    | »Wanganui«                  | Pavičić, Tomljanović           | 1:58     |     |     |     |     |     |     |
| 2.    | »Theme from Slaying Beauty« | Pavičić                        | 4:23     |     |     |     |     |     |     |
| 3.    | »La Bruta«                  | The Flaming Sideburns          | 2:04     |     |     |     |     |     |     |
| 4.    | »The Wedge«                 | Richard Monsour                | 2:52     |     |     |     |     |     |     |
| 5.    | »Chaotica«                  | Pavičić                        | 5:52     |     |     |     |     |     |     |
| 6.    | »Bubble Bath«               | Pavičić                        | 2:11     |     |     |     |     |     |     |
| 7.    | »Mindbender«                | Pavičić                        | 2:34     |     |     |     |     |     |     |
| 8.    | »Panic Party«               | Pavičić, Tomljanović           | 3:11     |     |     |     |     |     |     |
| 9.    | »Malagueña«                 | Lecuona                        | 3:29     |     |     |     |     |     |     |
| 10.   | »Pearl Divin'«              | Pavičić, Tomljanović           | 4:02     |     |     |     |     |     |     |
| 11.   | »Cecilia Ann«               | Frosty Horton, Steve Hoffman   | 2:14     |     |     |     |     |     |     |
| 12.   | »Latinia«                   | Mark Hilder, Tommy Nunes       | 9:21     |     |     |     |     |     |     |
| 13.   | »Rock and Roll Friend«      | Grant McLennan, Robert Forster | 4:58     |     |     |     |     |     |     |
| 49:13 |                             |                                |          |     |     |     |     |     |     |

#### DVD verzija
| 1.  | »Wanganui«                         | Pavičić, Tomljanović                 |  |
| 2.  | »Wrong Turn«                       | Tomljanović, Zaborac, Furlan Zaborac |  |
| 3.  | »Point Break«                      | Pavičić, Tomljanović                 |  |
| 4.  | »Siboney«                          | Ernesto Lecuona                      |  |
| 5.  | »Last Ride«                        | Pavičić                              |  |
| 6.  | »Corazón del Loco Jorge«           | Pavičić                              |  |
| 7.  | »Glider«                           | Pavičić, Tomljanović                 |  |
| 8.  | »High Wall«                        | John Greek, Rich Dangel              |  |
| 9.  | »Invasion of the Reverb Snatchers« | Pavičić, Tomljanović                 |  |
| 10. | »The Kiss-Off«                     | Pavičić                              |  |
| 11. | »Point of No Return«               | Pavičić                              |  |
| 12. | »As the Dark Wave Swells«          | Pavičić                              |  |
| 13. | »Long Shadows«                     | Chris Eckman, Pavičić                |  |
| 14. | »Tonight, I Will Say Anything«     | Eckman                               |  |
| 15. | »Theme from Slaying Beauty«        | Pavičić                              |  |
| 16. | »The Wedge«                        | Richard Monsour                      |  |
| 17. | »Bubble Bath«                      | Pavičić                              |  |
| 18. | »Mindbender«                       | Pavičić                              |  |
| 19. | »Panic Party«                      | Pavičić, Tomljanović                 |  |
| 20. | »Malagueña«                        | Lecuona                              |  |
| 21. | »Pearl Divin'«                     | Pavičić, Tomljanović                 |  |
| 22. | »Latinia«                          | Mark Hilder, Tommy Nunes             |  |

| 23. | »Restless«                  | Johnny Kidd, Stanley Dale, Teddy Wadmore |  |
| 24. | »Nights of Forgotten Films« | Eckman                                   |  |
| 25. | »La Bruta«                  | The Flaming Sideburns                    |  |
| 26. | »Chaotica«                  | Pavičić                                  |  |
| 27. | »Cecilia Ann«               | Frosty Horton, Steve Hoffman             |  |
| 28. | »Rock and Roll Friend«      | Grant McLennan, Robert Forster           |  |

## Produkcija
- Chris Eckman – audio produkcija, mikser
- Dalibor Pavičić, Filip Vidović – mikseri
- Silvije Varga – izvršni producent
- Gregor Zemljić – mastering
- Morris Studio, Zagreb – miksanje
- M. A. Littler – redatelj (DVD)
- Philip Koepsell – snimatelj, montažer (DVD)

The Bambi Molesters
- Dalibor Pavičić – gitara, vokal
- Dinko Tomljanović – gitara
- Lada Furlan - Zaborac – bas-gitara
- Hrvoje Zaborac – bubnjevi

Dodatni glazbenici
- Chris Eckman – vokal
- Andrej Jakuš – truba
- Ozren Žnidarić – saksofon
- Luka Benčić  – klavijature, klavir, akustična gitara, prateći vokal

## Vanjske poveznice
- A Night in Zagreb, recenzija albuma u Večernjem listu
- A Night in Zagreb  Arhivirana inačica izvorne stranice od 4. siječnja 2014. (Wayback Machine), recenzija albuma u Jutarnjem listu